# ロイ・エヴァンス
ロイ・エヴァンス（英語: ：Roy Quentin Echlin Evans、1948年10月4日 - ）は、イングランド・ブートル出身の元サッカー選手でサッカー指導者。現役時代のポジションはDF。

## 経歴
リヴァプールの選手としては1969-70年にリーグ戦3試合、翌年に2試合に出場と、出場機会は僅かだった。
引退後、1994-95年シーズンから1998年までリヴァプールの監督を務めた。1994-95年シーズンにはフットボールリーグカップ優勝を果たした。翌シーズン、コリーモアを獲得して優勝を目指したが、FAカップでは決勝に進出するも、マンチェスター・ユナイテッドFCに0-1ト破れ、以降もタイトル獲得無しに終わった。リヴァプールではリーグ戦184試合を指揮した。

## タイトル

### 指導者
リヴァプール
- フットボールリーグカップ : 1994-95